# Valenzatico
Valenzatico è una frazione di 1.788 abitanti del comune di Quarrata della provincia di Pistoia in Toscana. 

## La chiesa
La chiesa del paese è ricordata dal 1132. Nell'edificio attuale, che mostra i caratteri del secolo XIX, si conserva una tela con l'Ultima cena di Alessio Gemignani, firmata e datata 1612. 
Noi siamo storia